# Pus bonum et laudabile
Pus bonum et laudabile, Latijn voor "goede en prijzenswaardige etter", is het vocht dat uit een abces tevoorschijn komt als de arts dit (meestal met het mes) heeft geopend. Het afvloeien van de etter is een goede zaak, aangezien het de genezing zal bevorderen. Alhoewel de ingreep voor de patiënt meestal pijnlijk is, is het ook vandaag de dag een van de meest uitgevoerde geneeskundige ingrepen.
Deze uitspraak wordt toegeschreven aan Ambroise Paré, een chirurg uit de 16e eeuw, en slaat tevens op het idee dat bacteriën die pus veroorzaken minder snel een sepsis geven en daardoor een grotere kans op genezing geven. Een abces was in die tijd te behandelen, een sepsis niet.